# エゴン・クレプシュ
エゴン・アルフレート・クレプシュ（Egon Alfred Klepsch, 1930年1月30日 - 2010年9月18日）はドイツの政治家。ドイツキリスト教民主同盟所属。

## 人物
第二次世界大戦終結後、クレプシュは両親とともに生まれ育ったチェコスロバキアを追放された。1949年にマクデブルクでアビトゥーアを受け、ロストックの大学で歴史学と地理学を専攻する。1954年にマールブルクでグスタフ・シュトレーゼマンの対ロシア政策についての論文で博士号を取得する。1959年から1965年までドイツ連邦軍の学術研究機関で国際政治学の講師を務めた。
1963年から1969年までクレプシュはユンゲ・ウニオンの連邦代表を務める。1965年、西ドイツの連邦首相ルートヴィヒ・エアハルトのもとで選挙対策組織をまとめる役割を担う。またこの年にクレプシュは連邦議会議員となり、その後1980年まで議員活動を続けることになる。
他方で1964年からヨーロッパ規模での政治活動も行っていくようになる。また同年、クレプシュは国際ヨーロッパ青年キリスト教民主主義同盟の代表、欧州経済共同体の著作権に関する指令を議論する委員会の委員にもなった。
1973年には連邦議会に加えて欧州議会の議員になる。1977年から1982年までと1984年から1992年までクレプシュは欧州人民党の院内会派の代表を務めた。1982年の欧州議会議長選挙では落選したが、1992年に欧州人民党と欧州社会党の支持を受けて欧州議会議長に選出された。
1994年、クレプシュは欧州議会から身を引き、保険・投資会社 Deutsche Vermögensberatung の顧問となる。
1989年から1997年まで欧州連邦主義団体 Europa-Union Deutschland の会長を務めた。1997年以降は同団体の名誉会長となっていた。
2010年9月18日、逝去。80歳没。